# 9480 Інті
9480 Інті (9480 Inti) — астероїд головного поясу, відкритий 24 вересня 1960 року.
Тіссеранів параметр щодо Юпітера — 3,197.